# 大野広司
大野 広司（おおの ひろし、1952年 - ）は、日本のアニメーション美術監督である。愛知県出身。

## 経歴
- 1977年 小林プロダクションに入社、小林七郎に師事する。
- 1982年 『とんでモン・ペ』で初の美術監督を担当する。
- 1983年 小林プロダクションから独立し、小倉宏昌・水谷利春と共にスタジオ風雅の創立に参加。その後代表取締役を務める。
- 1989年 日本アニメ大賞美術部門を受賞する。
- 2013年 東京アニメアワード2013美術賞を受賞する[1][2]。

## 美術監督作品
- 1982年 とんでモン・ペ　TVシリーズ[3]
- 1983年 ナイン（1）TVスペシャル
- 1984年 ゴッドマジンガー
- 1986年 ギャラクシー・ハイスクール
- 1985年 おねがい!サミアどん　TVシリーズ[4]
- 1989年 魔女の宅急便　劇場作品
- 1990年 ひとりぼっちの宇宙戦争　OVA
- 1992年 走れメロス　劇場作品1
- 1992年 フランダースの犬（僕のパトラッシュ2）　TVシリーズ[5]
- 1993年 かいけつゾロリ　劇場作品
- 1994年 なつきクライシス　OVA
- 1995年 はじまりの冒険者たち レジェンド・オブ・クリスタニア　劇場作品
- 1996年 ポポロクロイス物語　ゲーム内アニメ①（美術）
- 1997年 キャッツ・アイ （アニメーションパート）
- 1998年 ポポロクロイス物語　ゲーム内アニメ②（美術）
- 2000年 サモンナイト　ゲーム内アニメ（美術）
- 2000年 浪曲紀行 清水次郎長伝　OVAシリーズ
- 2004年 一撃殺虫!!ホイホイさん　OVA第1作
- 2004年 ニニンがシノブ伝　TVシリーズ
- 2005年 苺ましまろ　TVシリーズ（兼美術設定）
- 2006年 シュヴァリエ 〜Le Chevalier D'Eon〜[6]
- 2007年 苺ましまろ①②③　DVD （兼美術設定）
- 2007年 ゆめだまや奇談　TVスペシャル（兼美術設定）
- 2007年 テイルズ オブ イノセンス　ゲーム（アニメーションパート）
- 2007年 ワリオランド　シェイク　ゲーム
- 2007年 テイルズ オブ シンフォニア　ゲーム
- 2007年 ゆめだまや奇談　TVスペシャル（美術）
- 2007年 ボノロン　TVシリーズ、第1、2、9、13、14、17、23、26話（美術）
- 2008年 テイルズ オブ ハーツ　ゲーム
- 2008年 ソウルイーター　ゲーム（美術）
- 2008年 苺ましまろアンコール①②　DVD
- 2008年 テイルズ オブ ザ ワールド レディアントマイソロジー2　ゲーム
- 2008年 HELLS ANGELS　劇場作品
- 2009年 幕末英雄伝（坂本竜馬）　パチンコ（美術）
- 2009年 テイルズ オブ ヴェスペリア 〜The First Strike〜　劇場作品
- 2011年 もし高校野球の女子マネージャーがドラッカーの『マネジメント』を読んだら　TVシリーズ
- 2011年 リトル・ウィッチ　パルフェ　ゲーム（美術）
- 2012年 ももへの手紙　劇場作品（兼美術設定）
- 2012年 おおかみこどもの雨と雪　劇場作品
- 2012年 アンパンマンが生まれた日　劇場作品
- 2015年 百日紅 〜Miss HOKUSAI〜　劇場作品
- 2017年 夜は短し歩けよ乙女　劇場作品
- 2017年 夜明け告げるルーのうた[7]　劇場作品
- 2022年 鹿の王 ユナと約束の旅 劇場作品

## 背景・美術・その他参加作品
- 1977年 家なき子　TVシリーズ（背景）
- 1978年 新・エースをねらえ!　TVシリーズ（背景）
- 1979年 ルパン三世 カリオストロの城　劇場先品（背景）[8]
- 1981年 ユニコ　劇場作品（背景）
- 1981年 新ド根性ガエル　TVシリーズ（背景）
- 1983年 キャッツ💛アイ　TVシリーズ（背景）
- 1983年 日本昔話　[真珠の夜光][山犬女房][横塚の正蔵][ねこおどり][みそ豆話]
- 1988年 AKIRA　劇場作品（背景/美術）
- 1989年 エースをねらえ　OVA（背景）
- 1989年 リトル・ニモ　劇場作品（背景）
- 1990年 ピーターパン　合作TV（背景）
- 1990年 栄光なき天才たち　TVスペシャル（背景）
- 1990年 ギャラクシー・ハイスクール　合作TV（設定・美術ボード）
- 1995年 バーチャファイター　TVアニメ（背景）[9]
- 1995年 アンネの日記
- 1998年 人狼 JIN-ROH　劇場作品（背景）
- 2002年 仁太坊　劇場作品（背景）
- 2003年 サヨナラ、みどりヶ池～飛べ！凧グライダー　自主制作アニメ（美術ボード・背景）
- 2003年 ポポロクロイス物語　オープニング　TVシリーズ（背景）
- 2003年 ホイホイさん　電撃大王おまけDVD
- 2005年 雪の女王　TVシリーズ（背景）
- 2005年 絶対少年　TVシリーズ（美術設定）
- 2008年 犬夜叉　劇場作品（背景）
- 2009年 冬のソナタ
- 2011年 うさぎドロップ　TVシリーズ（背景）
- 2011年 ゆるゆり　ゆるゆり♪♪　TVシリーズ（OP・背景）
- 2012年 ROBOTICS;NOTES　TVシリーズ（背景）
- 2012年 縞騎士物語　DVD（コミケ用美術）
- 2222年 やまなし　電子書籍絵本（絵）
- 2013年 俺の彼女と幼なじみが修羅場すぎる
- 2013年 よんでますよ、アザゼルさん。Z
- 2013年 恋愛ラボ　TVシリーズ（背景）
- 2014年 ディーふらぐ!
- 2015年 バケモノの子
- 2015年 境界のRINNE
- 2016年 NEW GAME!
- 2017年 亜人ちゃんは語りたい

ディズニー作品（1998.5～2004.5、ディズニージャパンにて）
- 1994年 ガーゴイルズ　TVシリーズ、13本（設定、美術ボード）
- 1996年 三匹の子豚　OVA
- 1997年 ポカホンタス II OVA（BGスーパーバイジング）
- 2000年 ティガームービー（くまのプーさん）　劇場作品・OVA（BGスーパーバイジング）
- 2000年 シンデレラ II OVA（BGスーパーバイジング）
- 2001年 101 II OVA（BGスーパーバイジング）
- 2002年 ピグレットムービー（くまのプーさん）　劇場作品・OVA（BGスーパーバイジング）
- 2002年 ムーラン II OVA（BGスーパーバイジング）
- 2003年 ヘファランプムービー（くまのプーさん）劇場作品・OVA（BGスーパーバイジング）
- メアリーポピンズ 50周年アニメ（アニメ部門）

絵本
- 3びきのこぶた
- ブレーメンのおんがくたい
- ガリバー旅行記

パイロット・フィルム
- おねがい！サミアどん
- 水の子トム
- 少年アシベ
- 少年探偵団
- ポポロクロイス物語
- ピュアドラゴン
- 江戸のお風
- はちみつレモン（くまのプーさん）
- はちみつレモンII（くまのプーさん）
- ビタミンウォーター（ミッキーマウス）
- キリンレモンブラック
- ラジアタストーリー
- ハウス食品CM「おおかみこどもの雨と雪」

## 著書
- 大野広司 背景画集（廣済堂出版、2013年）ISBN 978-4331517642